# NGC 6812
NGC 6812 is een lensvormig sterrenstelsel in het sterrenbeeld Telescoop. Het hemelobject werd op 9 juli 1834 ontdekt door de Britse astronoom John Herschel.

## Synoniemen
- ESO 185-15
- AM 1941-552
- PGC 63625